# Sérgio Manoel
Sérgio Manoel (* 2. březen 1972) je bývalý brazilský fotbalista.

## Reprezentace
Sérgio Manoel odehrál 4 reprezentační utkání. S brazilskou reprezentací se zúčastnil Zlatý pohár CONCACAF 1998.

## Statistiky
| Brazílie | Brazílie | Brazílie |
| Roky     | Záp.     | Góly     |
| -------- | -------- | -------- |
| 1995     | 1        | 0        |
| 1996     | 1        | 0        |
| 1997     | 0        | 0        |
| 1998     | 2        | 0        |
| Celkem   | 4        | 0        |